# Украинское реестровое казачество (организация)
Украинское реестровое казачество (УРК) — общественная организация украинских казаков. Зарегистрирована Министерством юстиции Украины 8 июля 2002 года; является одной из 11-ти (по другим данным, 24-х) казачьих общественных организаций, зарегистрированных Министерством юстиции Украины как всеукраинские. Имеет свои гимн, флаг, эмблему, знаки различия и награды.

## Возникновение
УРК считает себя правопреемником и продолжателем традиций реестрового казачества Украины. В 2002 году общественное собрание, большую часть которого составляли отставные военные, ранее бывшие членами организации «Украинское казачество» (УК) (вместе с будущим гетманом УРК, занимавшим в УК одну из руководящих должностей), создало организацию «Украинское реестровое казачество» (УРК) и утвердило должность гетмана. Инициаторами стали бывшие члены Кальмиусской паланки УК: А.Шевченко, экс-атаман паланки В.П.Каленяк, атаман Мариупольского полка В.Е.Муравьев. ВОО УРК была зарегистрирована в Минюсте Украины 8 июля 2002 года.
Новая организация фактически создала раскол в общественной организации УК. На должность гетмана собрание единогласно избрало инициатора создания УРК, известного учёного, члена-корреспондента Национальной академии наук Украины, доктора технических наук, профессора Анатолия Ивановича Шевченко. В.Муравьев возглавил Отдельный Южный Приазовский округ УРК, позже стал заместителем гетмана.
Девиз «Украинского реестрового казачества»:

К сильному государству и благополучию народа Украины — через духовность и патриотизм каждого человека

## Структура и численность
По данным сайта организации, в УРК зарегистрированы и действуют областные, городские, районные казачьи организации во всех областях Украины, в Автономной республике Крым, Киеве и Севастополе. Органы управления состоят из Генерального штаба УРК в Киеве, штабов УРК в областях, городах и районных центрах.

## Деятельность
Направления деятельности УРК: духовно-идеологическое, научно-образовательное, национальное, экономическое, социальное и военное. «Украинское реестровое казачество» проводит активную международную деятельность. Подразделения организации действуют в США, Австралии, Японии. Согласно данным УРК, главной целью работы в данном направлении для неё является презентация Украины на международном уровне как независимого и демократического государства.
24 марта 2004 года делегация «Украинского реестрового казачества» была принята в Ватикане папой римским Иоанном Павлом ІІ. Иоанн Павел II, приветствуя делегацию, отметил, что искренне желает украинскому народу добра и согласия и передал Божье благословение «Украинскому реестровому казачеству» и всему народу Украины.
24 марта 2005 года делегация УРК встретилась в патриаршей резиденции с Патриархом Московским и всея Руси Алексием ІІ. В ходе встречи обсуждались проблемы православной церкви на Украине, а также вопрос укрепления дружбы между православными народами Украины и России. Предстоятелю РПЦ была вручена хрустальная булава как символ духовной власти и уважения.

## Награды
В соответствии с Положением о награждении, орденами УРК награждаются государственные, церковные и политические деятели, граждане Украины и других государств, лица рядового и начальствующего состава УРК, которые внесли значительный вклад в укрепление государственной независимости Украины, возрождение исторических, культурных, духовных и патриотических традиций украинского народа, укрепление дружественных межгосударственных связей и сотрудничества. По Положению, награждение проводится в следующем порядке: сначала орденом ІІІ степени, затем ІІ степени, затем І степени. В исключительных случаях, за особые заслуги, допускается награждение с нарушением существующего порядка по решению Рады генеральной старшины УРК.